# Hans Emmenegger (peintre)
Pour les articles homonymes, voir Emmenegger.
Ne doit pas être confondu avec Hans Emmenegger.

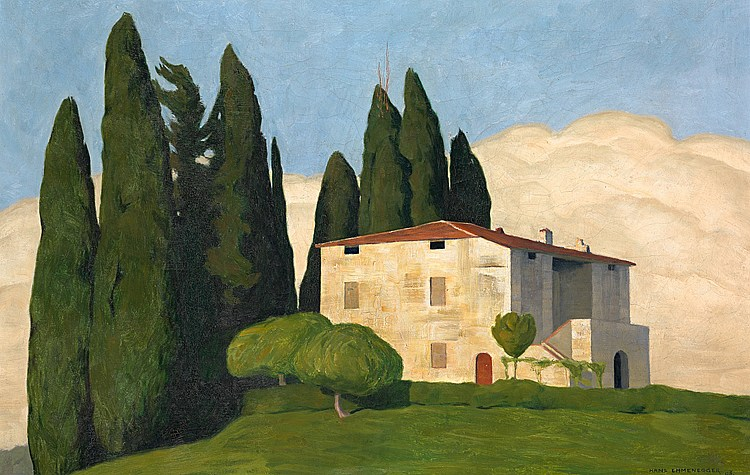
Haus in der Toskana (1903).

Hans Emmenegger, né le 19 août 1866 à Küssnacht et mort le 21 septembre 1940 à Lucerne, est un peintre, dessinateur, graveur et philatéliste suisse.

## Biographie
Il étudie à l'école des beaux-arts de Lucerne (1883-1884). En 1884, il part pour Paris, où il est élève de Gustave Boulanger et de Jules Lefebvre à l'Académie Julian, puis de Jean-Léon Gérôme. Il rencontre ses compatriotes, les artistes Cuno Amiet, Giovanni Giacometti et Hugo Siegwart. Pendant l'hiver 1885-1886, il fait un stage à Munich auprès de Karl Raupp, et se lie d'amitié avec le peintre Max Buri. Puis il revient à Paris où il travaille avec Benjamin-Constant et Lucien Doucet.
En 1891, il voyage en Algérie avec Max Buri. 
En 1893, Emmenegger ayant hérité de la maison familiale à Emmenbrücke, s'y établit et y résidera jusqu'à son décès. 
Il passe l'hiver 1895-1896 à Munich, pratiquant la gravure avec Albert Welti et la peinture en plein air avec Bernhard Buttersack.
Entre 1897 et 1903, il fait plusieurs séjours, au Tessin et en Italie, très inspiré par le travail d'Arnold Böcklin. Il écrit d'ailleurs à son sujet : « Il était comme un dieu pour moi. »
Emmenegger peint des paysages (plutôt des détails que des panoramas), des portraits, des natures mortes. Il s'est fait connaître par ses sujets originaux, tels que l'intérieur des forêts, les ombres portées, les reflets sur l'eau, la fonte des neiges, qu'il peint « dans des cadrages serrés avec de puissants jeux d'ombres et de lumière ».
À partir de 1915, il fait des études sur le vol des oiseaux et des papillons, ainsi que la danse, en représentant le mouvement décomposé dans des tableaux dits cinétiques.

## Œuvres
Liste établie d'après Le Joseph et le catalogue de la rétrospective de 2021 à la Fondation de l’Hermitage :
- Tête de femme (Conseil fédéral suisse)
- Matin de juin
- Paysage antédiluvien
- Village sous la neige
- Les Nuages
- Le Lac alpestre
- Automne (Musée des beaux-arts de Lucerne)
- Château sur un rocher I (Felsenburg I) (1900)
- Fonte des neiges (Schneeschmelze) (1909)
- Réflexion sur l'eau (Spiegelung auf dem Wasser) (1909)
- Figuier sur terre rouge (Feigenbaum vor roter Erde) (1911)
- Maison vue d'en haut (Haus, von oben gesehen) (1918)
- Danseur russe tournoyant sur lui-même (Russischer Wirbeltänzer) (1927)
- Coq de bruyère en vol plané (Spielhahn im Gleitflug) (c. 1930)
- Intérieur de forêt (Waldinneres) (1933)